# Communes du Liechtenstein

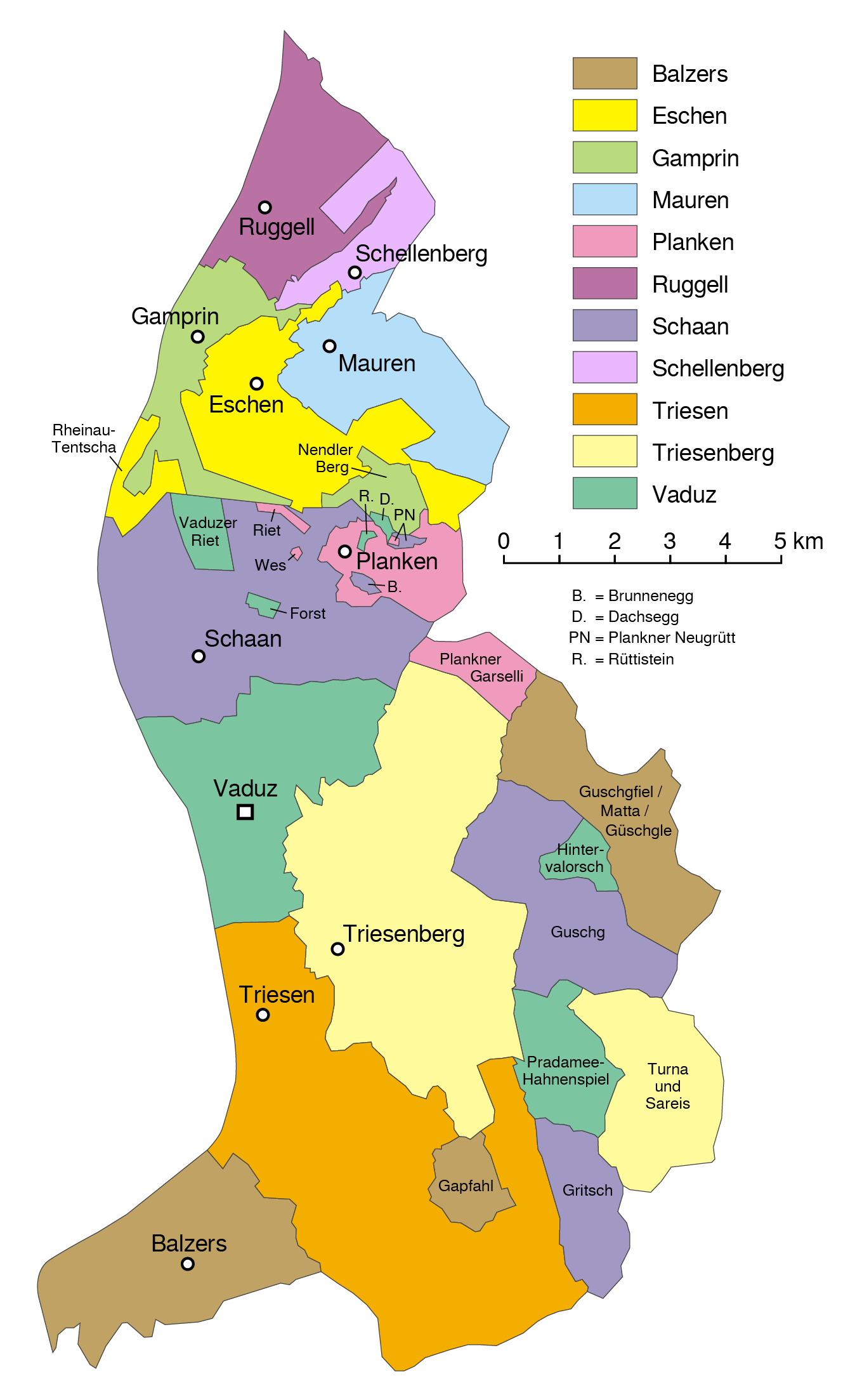
Carte du Liechtenstein indiquant son découpage en communes.
Balzers
Eschen
Gamprin
Mauren
Planken
Ruggell
Schaan
Schellenberg
Triesen
Triesenberg
Vaduz

Les communes du Liechtenstein (en allemand : Gemeinde, pluriel : Gemeinden) constituent la principale division territoriale de la principauté du Liechtenstein. Il s'y compte un total de onze communes, la plupart n'étant formées que d'une seule ville.

## Organisation
Chaque commune possède un conseil communal (Gemeinderat) et un maire (Gemeindevorsteher) ou, à Vaduz, un bourgmestre (Bürgermeister), élus par les électeurs.
Le Liechtenstein dispose d'une structure communale forte. La constitution du Liechtenstein dispose que la création, comme la fusion de communes, doivent être prévues dans une loi et requièrent l'accord de la majorité des citoyens. De plus, les communes ont un droit de participation à l'activité législative nationale et ont un droit de recours judiciaire, si elles s'estiment lésées dans leurs droits par des décisions prises par l'État.

## Mode de scrutin
Les conseils municipaux des onze communes du Liechtenstein sont composées d'un nombre pair de conseillers, tous élus au suffrage universel direct. Les conseillers, dont le nombre varie entre six et douze selon la population de la commune, sont élus au scrutin proportionnel avec liste ouverte dans une unique circonscription électorale correspondant au territoire de chaque commune. Les maires sont quant à eux élus au scrutin uninominal majoritaire à deux tours. Est déclaré élu le candidat recueillant la majorité absolue des voix au premier tour ou, à défaut, celui recueillant le plus de voix lors d'un second tour organisé quatre semaines plus tard entre les deux candidats arrivés en tête au premier.

## Liste
| Blason                       | Nom                          | No OFS                       | Population (30 juin 2017) | Étrangers (en %) (30 juin 2015) | Superficie (km2) (31 décembre 2015) | Localités                                          |
| ---------------------------- | ---------------------------- | ---------------------------- | ------------------------- | ------------------------------- | ----------------------------------- | -------------------------------------------------- |
| Oberland                     |                              |                              |                           |                                 |                                     |                                                    |
| Vaduz                        | Vaduz                        | 7001                         | 5 450                     | 42,3                            | 17,315                              | Vaduz                                              |
| Triesen                      | Triesen                      | 7002                         | 5 120                     | 34,8                            | 26,479                              | Triesen                                            |
| Balzers                      | Balzers                      | 7003                         | 4 595                     | 27,0                            | 19,731                              | Balzers, Mäls                                      |
| Triesenberg                  | Triesenberg                  | 7004                         | 2 618                     | 20,5                            | 29,694                              | Triesenberg, Masescha, Silum, Gaflei, Steg, Malbun |
| Schaan                       | Schaan                       | 7005                         | 5 983                     | 37,7                            | 26,920                              | Schaan                                             |
| Planken                      | Planken                      | 7006                         | 448                       | 24,1                            | 5,341                               | Planken                                            |
| Unterland                    |                              |                              |                           |                                 |                                     |                                                    |
| Eschen                       | Eschen                       | 7007                         | 4 375                     | 35,4                            | 10,381                              | Eschen, Nendeln                                    |
| Mauren                       | Mauren                       | 7008                         | 4 298                     | 38,1                            | 7,491                               | Mauren, Schaanwald                                 |
| Gamprin                      | Gamprin                      | 7009                         | 1 657                     | 31,2                            | 6,188                               | Gamprin, Bendern                                   |
| Ruggell                      | Ruggell                      | 7010                         | 2 243                     | 26,2                            | 7,378                               | Ruggell                                            |
| Schellenberg                 | Schellenberg                 | 7011                         | 1 090                     | 24,6                            | 3,559                               | Schellenberg                                       |
| Principauté du Liechtenstein | Principauté du Liechtenstein | Principauté du Liechtenstein | 37 877                    | 33,8                            | 160,477                             |                                                    |

## Découpage
Les communes du Liechtenstein, malgré leur petite taille à l'échelle des divisions territoriales que l'on peut rencontrer dans d'autres pays, ont des formes assez complexes. Sept d'entre elles sont constituées de plusieurs fragments ou enclaves :
- Balzers est composé de trois fragments distincts. Si le principal fragment se trouve autour de la ville de Balzers, les deux autres, plus à l'est, sont d'une taille respectable en comparaison ;
- Eschen est en deux parties, un fragment principal autour de la ville d'Eschen et un autre plus petit à l'ouest ;
- Gamprin possède une forme de croissant le long de la frontière nord-ouest du pays. Il possède un petit fragment, plus à l'est ;
- Planken, la plus petite commune, comporte cinq fragments. Les deux plus importants sont situés autour de la ville de Planken et légèrement au sud-est de celle-ci. Deux autres fragments sont enclavés dans Schaan. Le dernier est entouré par un fragment de Schaan dans Planken ;
- Schaan est composé de cinq fragments distincts : le plus grand autour de la ville de Schaan, deux autres plus petits dans le Sud-Est du pays, et deux enclaves dans Planken ;
- Triesenberg est composé de deux fragments, le premier autour de la ville de Triesenberg, le deuxième autour de la ville de Malbun ;
- Vaduz est formé de sept fragments : autour de la ville de Vaduz (le principal), deux dans l'est du Liechtenstein, deux enclavés dans Schaan et deux autres enclavés dans Planken.

## Villages
Certaines communes peuvent être composées de plusieurs villages :
- Balzers comprend le village de Mäls ;
- Eschen comprend le village de Nendeln ;
- Gamprin comprend le village de Bendern ;
- Mauren comprend le village de Schaanwald ;
- Triesenberg comprend les villages de Gaflei, Malbun, Masescha, Silum, Steg.